# Pereza
I Pereza sono un gruppo musicale rock spagnolo originario di Madrid e attivo dal 1998 al 2012.

## Formazione
Attuale
- Rubén - voce, chitarra
- Leiva - voce, chitarra, basso, batteria

Ex membri
- Tuli - batteria, sassofono

## Discografia
- 2001: Pereza
- 2002: Algo para cantar
- 2004: Algo para cantar (special edition)
- 2005: Animales
- 2006: Los amigos de los animales
- 2006: Barcelona
- 2007: Aproximaciones
- 2009: Baires
- 2009: Aviones
- 2010: Pereza 10 aniversario